# هری گوسلین
هری گوسلین (انگلیسی: Harry Goslin; ۹ نوامبر ۱۹۰۹ – ۱۸ دسامبر ۱۹۴۳) بازیکن فوتبال اهل بریتانیا بود.
وی همچنین برندهٔ جوایزی همچون صلیب نظامی شده‌است.
از باشگاه‌هایی که در آن بازی کرده‌است می‌توان به باشگاه فوتبال بولتون واندررز اشاره کرد.